# Florian Drozdowski
Florian Drozdowski herbu Pilawa – kasztelan wiski w 1681 roku, miecznik wiski w 1672 roku.
Jako poseł na sejm konwokacyjny 1674 roku z ziemi wiskiej był członkiem konfederacji generalnej zawiązanej 15 stycznia 1674 roku na tym sejmie. Poseł sejmiku wiskiego ziemi wiskiej województwa mazowieckiego na sejm 1677 roku.
Podpisał z  ziemią wiską elekcje: Michała Korybuta Wiśniowieckiego w 1669 roku, Jana III Sobieskiego w 1674 roku i Augusta II Mocnego w 1697 roku. W 1690 roku był wyznaczony jako deputat Senatu do kwarty. Po zerwanym sejmie konwokacyjnym 1696 roku przystąpił 28 września 1696 roku do konfederacji generalnej.